# Ovação
Uma ovação (do latim, ovatio) era, na Roma Antiga, uma cerimônia para homenagear um general vitorioso. Era uma forma menor do triunfo romano, e com um cerimonial menos solene.
As ovações eram outorgadas quando não se declarara uma guerra com estado inimigo, quando um inimigo era considerado inferior (rebeliões de escravos ou piratas, por exemplo) e quando o conflito em geral se resolvia com pouco ou nenhum derramamento de sangue ou sem perigo para o próprio exército.
O general que celebrava a ovação não entrava na cidade montando uma biga tirada por dois cavalos brancos, como o faziam os que celebravam um triunfo, mas cruzavam andando e vestidos com a toga praetexta dos magistrados (uma toga com uma fita púrpura), enquanto o general que celebrava um triunfo levava posta a toga picta, que era completamente púrpura.
O general que era honrado com uma ovação portava sobre a sua cabeça uma coroa de mirto (sagro para Vênus), em lugar da famosa coroa de loureiro do que celebrava um triunfo . O senado romano não precedia o general, e também não costumavam tomar parte os soldados na procissão.
Uma ovação  famosa da história de Roma foi a que celebrou Marco Licínio Crasso após a sua vitória contra Espártaco na Terceira Guerra Servil. Não recebeu um triunfo por ter sido ganha contra escravos, mas o senado permitu-lhe portar a coroa de loureiro em vez da de mirto, considerando a importância desta vitória.

## Etimologia
A origem da palavra é controversa, tanto entre os antigos quanto atualmente. A maioria dos autores vêm a raiz latina ovis,"ovelha", ao ser o animal sacrificado no final desta cerimônia.  Alguns autores  derivam da palavra grega "euan", designando um grito de alegria, ou o grito, que dão os soldados vitoriosos dobrando a letra "o" no retorno de combate.

## História
A ovação, emitida pelo senado, era menor ao triunfo, quando a guerra era menos importante, quando o exercito inimigo não estava completa, quando os inimigos não eram "dignos" da República - como  piratas ou escravos revoltos - ou mesmo quando a vitória tinha sido conquistada sem derramamento de sangue . Também poderia ser concedida a um general que liderara uma campanha bem sucedida em uma guerra ainda não terminada. Plutarco viu nela uma diferenciação das honras, feita pelos antigos, que tinham diferenciado estes dois triunfos menos pela grandeza das ações do que pelo modo em que foram feitos (...) reservando-se a ovação para os generais que, quase sem usar a força e pelo mero poder de persuasão, pelo encanto da sua eloquência, felizmente terminaram as suas empresas .
A cerimônia foi instituída em 503 a.C., com o cônsul Públio Postúmio Tuberto,  para uma vitória sobre os Sabinos  e durou toda a república. 
Tornou-se muito mais rara com os primeiros imperadores, caindo em desuso. A última ovação conhecida foi uma cerimônia na honra de Aulo Pláucio vencedor dos britanos, durante o reinado de Cláudio.